# Gloriosa littonioides
Gloriosa littonioides är en tidlöseväxtart som först beskrevs av Friedrich Welwitsch och John Gilbert Baker, och fick sitt nu gällande namn av John Charles Manning och Annika Vinnersten. Gloriosa littonioides ingår i släktet Gloriosa och familjen tidlöseväxter. Inga underarter finns listade i Catalogue of Life.